# Hyypiö
Hyypiö är en kulle i Finland. Den ligger i Kemijärvi i landskapet Lappland, i den norra delen av landet, 700 km norr om huvudstaden Helsingfors. Toppen på Hyypiö är 271 meter över havet.
Terrängen runt Hyypiö är huvudsakligen platt. Runt Hyypiö är det mycket glesbefolkat, med 2 invånare per kvadratkilometer.